# Alfred Kastler
Alfred Kastler (Guebwiller, 3 de maio de 1902 — Bandol, 7 de janeiro de 1984) foi um físico francês.
Foi laureado com o Nobel de Física de 1966, pela descoberta e desenvolvimento de métodos óticos no estudo da ressonância hertziana nos átomos.

## Laboratoire Kastler-Brossel
O professor Kastler passou a maior parte de sua carreira de investigação na École normale supérieure, em Paris, onde começou com seu aluno, Jean Brossel, após a guerra, um pequeno grupo de pesquisa em espectroscopia.
Ao longo dos 40 anos que se seguiram, o grupo treinou muitos dos jovens físicos e teve um impacto significativo no desenvolvimento da ciência da física atômica na França. O "Laboratoire de Spectroscopie hertzienne" foi então renomeada Laboratoire Kastler Brossel, em 1994, e tem uma parte de seu laboratório na Universidade Pierre e Marie Curie, principalmente na École Normale Supérieure.
Kastler morreu em 7 de janeiro de 1984, em Bandol, França.